# Джованни далле Карчери

Негропонт на карте Южной Греции

Джованни далле Карчери (Giovanni dalle Carceri) (ум. 1358) — триарх Эвбеи (центральная часть).
Родился ок. 1330 г. Сын триарха Пьетро далле Карчери (ум. в декабре 1340), который к 1328 году объединил в своих руках всю центральную часть Эвбеи, и его второй жены Бальцаны Гоццадини.
В 1340 году наследовал отцу, до совершеннолетия находился под опекой матери и её брата - Доменико Гоццадини, который в документах называется тьютором Эвбеи.
После достижения совершеннолетия начал переговоры с герцогом Наксоса Джованни Санудо о продаже части своих владений. Но в итоге женился на его дочери Фьоренце Санудо (ум. 1371), получив богатое приданое. Согласно некоторым источникам, свадьба состоялась в 1349 году, однако невесте в то время вероятно было всего 9 лет. Единственный ребёнок – сын:
- Никколо III далле Карчери (убит в 1383) — герцог Наксоса с 1371, триарх Эвбеи с 1358.

После смерти Джованни далле Карчери его вдова в 1364 г. вышла замуж за Никколо Санудо Спеццабанда (ум. 1374).